# Pfarrkirche Klein St. Paul

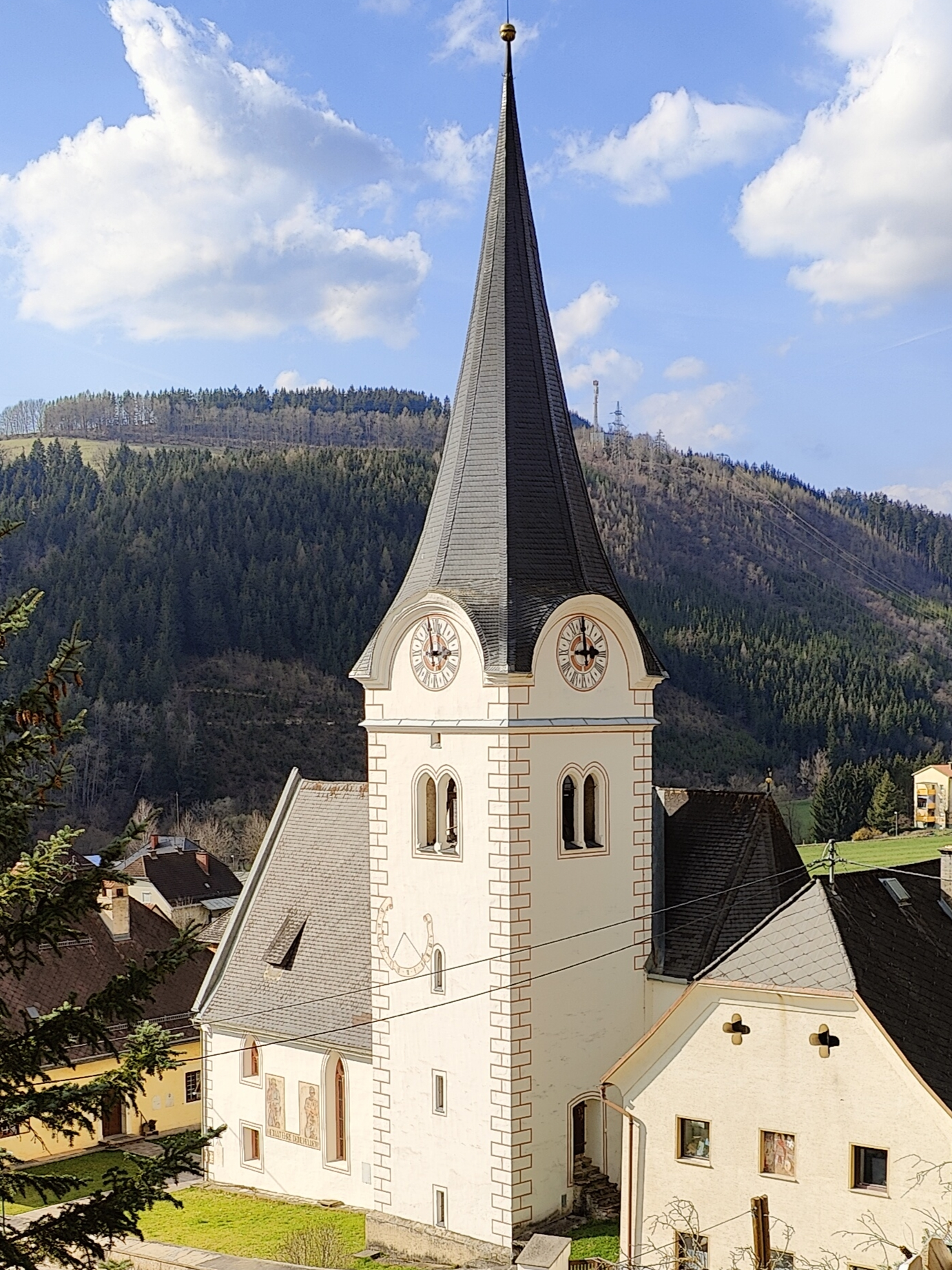
Pfarrkirche Klein St. Paul

Die römisch-katholische Pfarrkirche Klein St. Paul steht in der Marktgemeinde Klein St. Paul im Görtschitztal, Kärnten. Sie trägt das Patrozinium des hl. Paulus.

## Geschichte
Die erste namentliche Nennung der Kirche Klein St. Paul stammt aus dem Jahr 1062 als Capella S. Pauli in Hornburuch in einer Urkunde des Erzbistums Salzburg. 1077 kam die Kirche in den Besitz des Pfalzgrafen Aribo II. von Bayern und 1211 wurde sie zur Pfarrkirche erhoben. 1444 übernahm der Benediktinerorden des Stifts St. Paul im Lavanttal die Schirmherrschaft über die Pfarrkirche. Seit 1974 ist Klein St. Paul eine selbstständige Pfarre der Diözese Gurk.

## Baubeschreibung

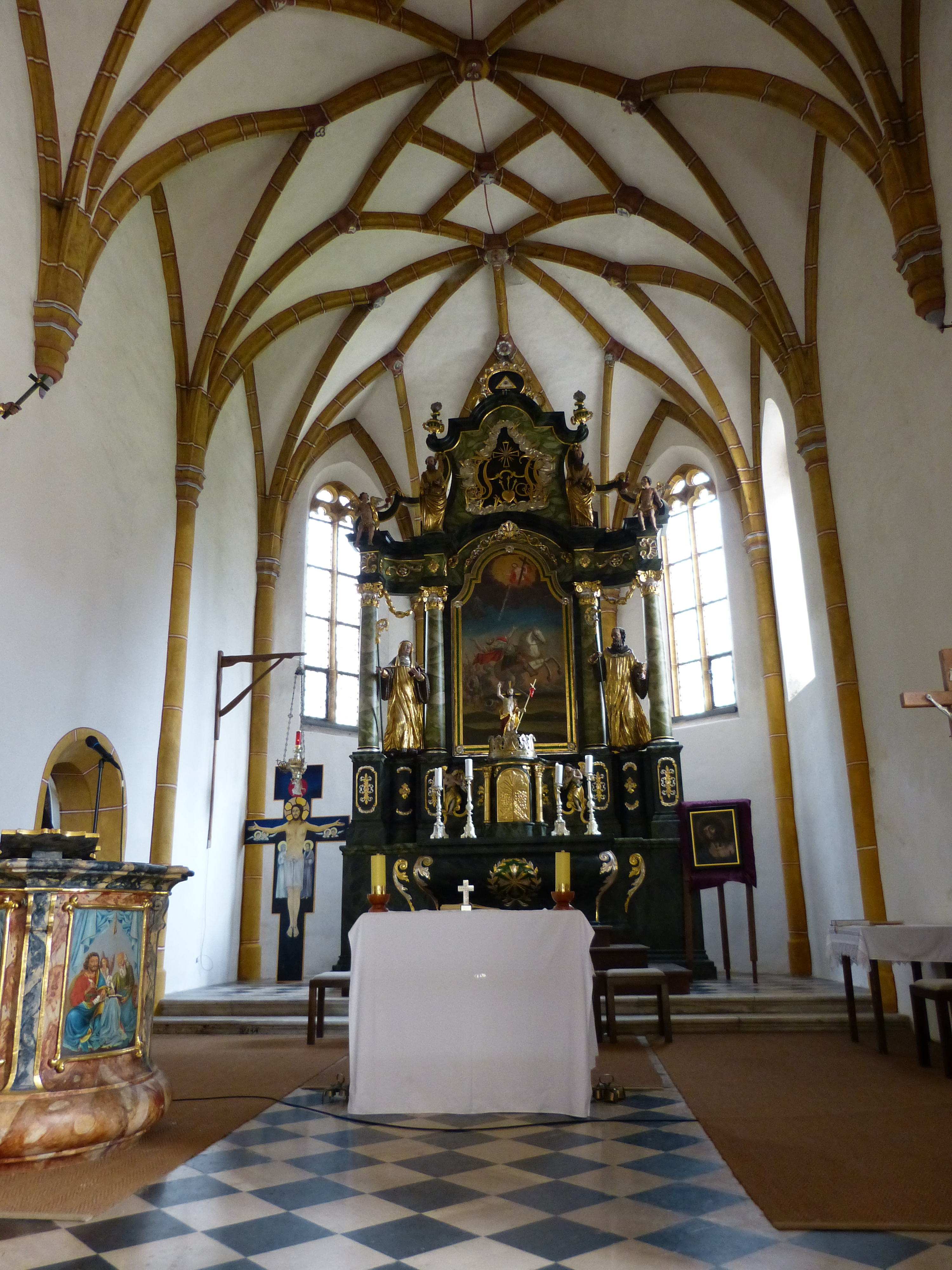
Hochaltar Klein St. Paul

Die spätgotische Saalkirche mit romanischem Kern hat ein steiles Satteldach. Der mächtige Turm mit rezentem Spitzhelm steht südlich des Chors. Nördlich ist eine gotische Kapelle, heute Taufkapelle angebaut. Der Innenraum besteht aus einem einschiffigen Langhaus mit barocker Flachdecke. Die Gemälde und Skulpturen haben zahlreiche Bezüge zum Benediktinerorden. Der spätbarocke Hochaltar ist dem hl. Paulus geweiht.
1994 fanden Innenrestaurierungsarbeiten mit dem Künstler Werner Hofmeister und dem Architekten Felix Graf Orsini-Rosenberg statt. Auf Initiative der Pfarre wird in der Kirche moderne Sakralkunst mit teilweise wechselnden Objekten gezeigt. Zur ständigen Einrichtung gehören ein Fresko von Switbert Lobisser und Skulpturen von Werner Hofmeister und dem Künstlerduo 1000&.

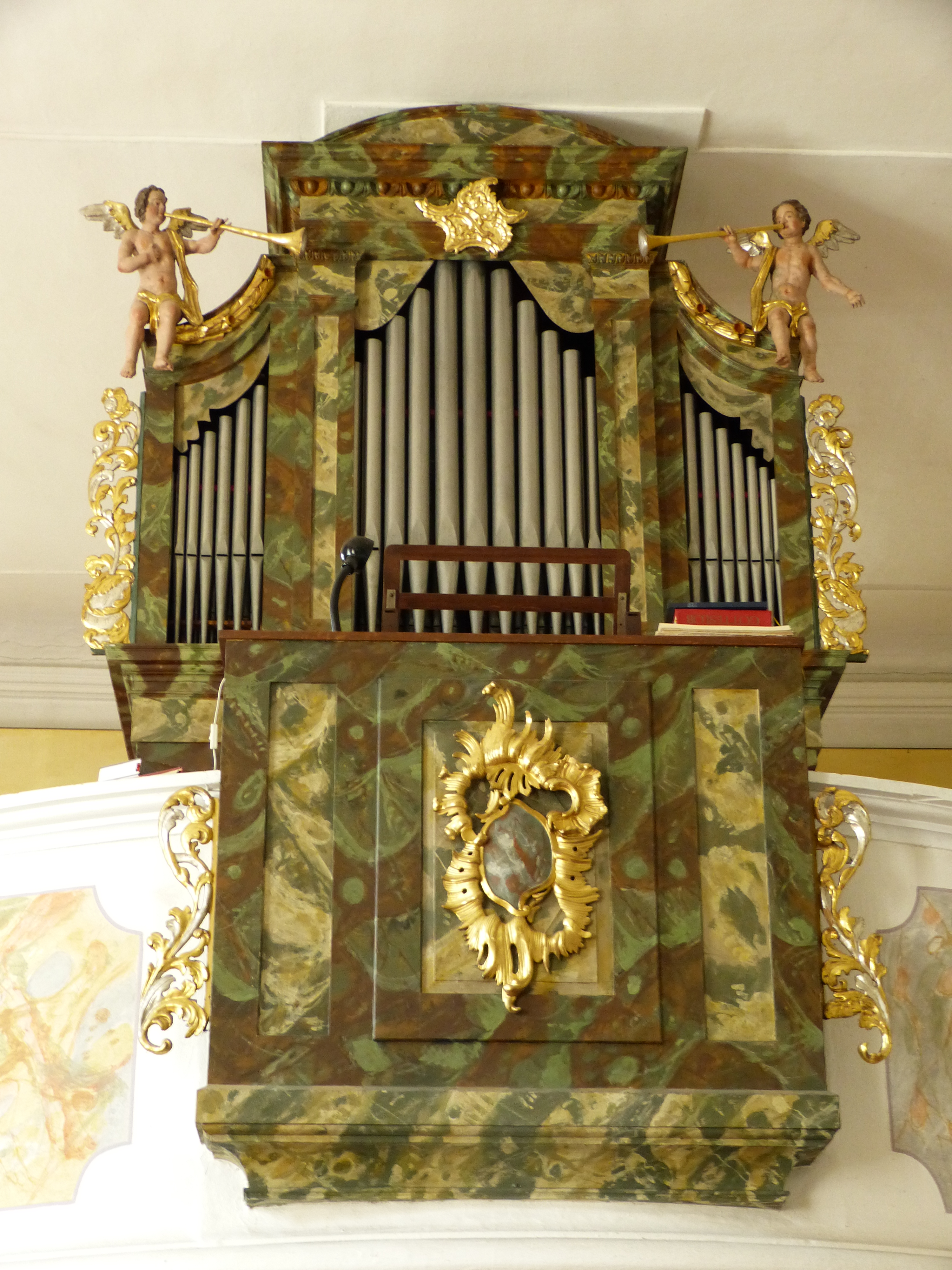
Orgel
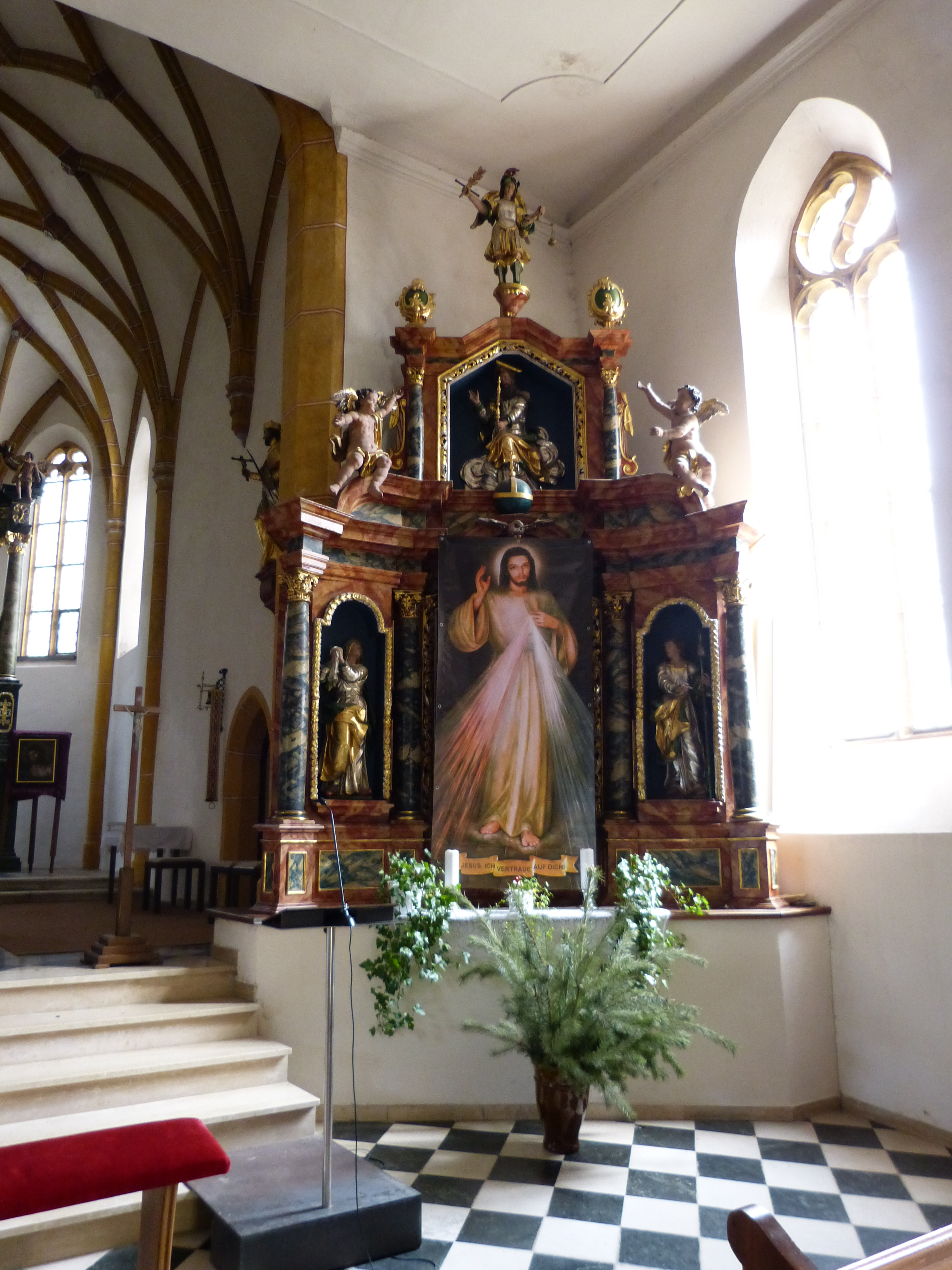
Rechter Seitenaltar
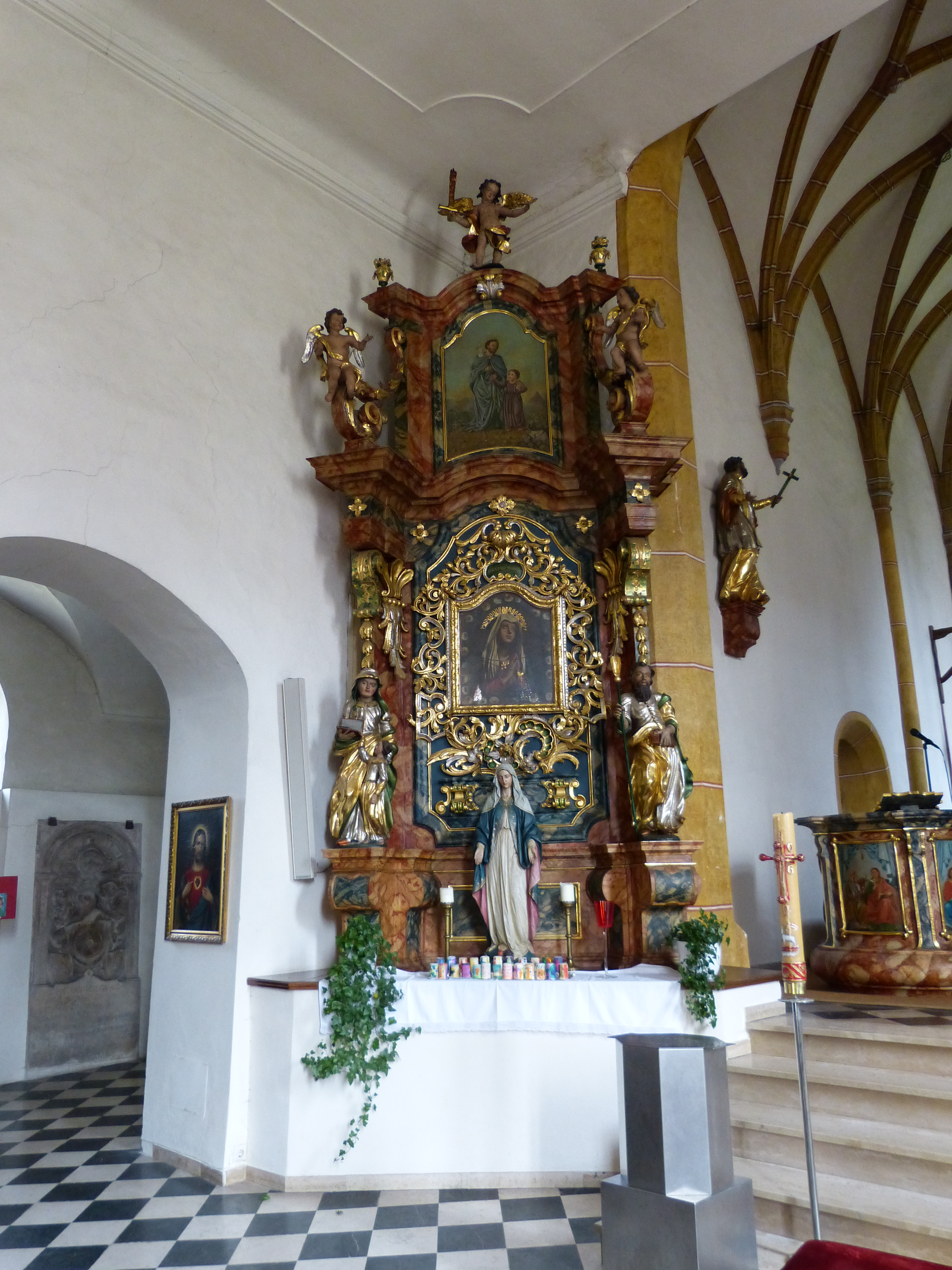
Linker Seitenaltar
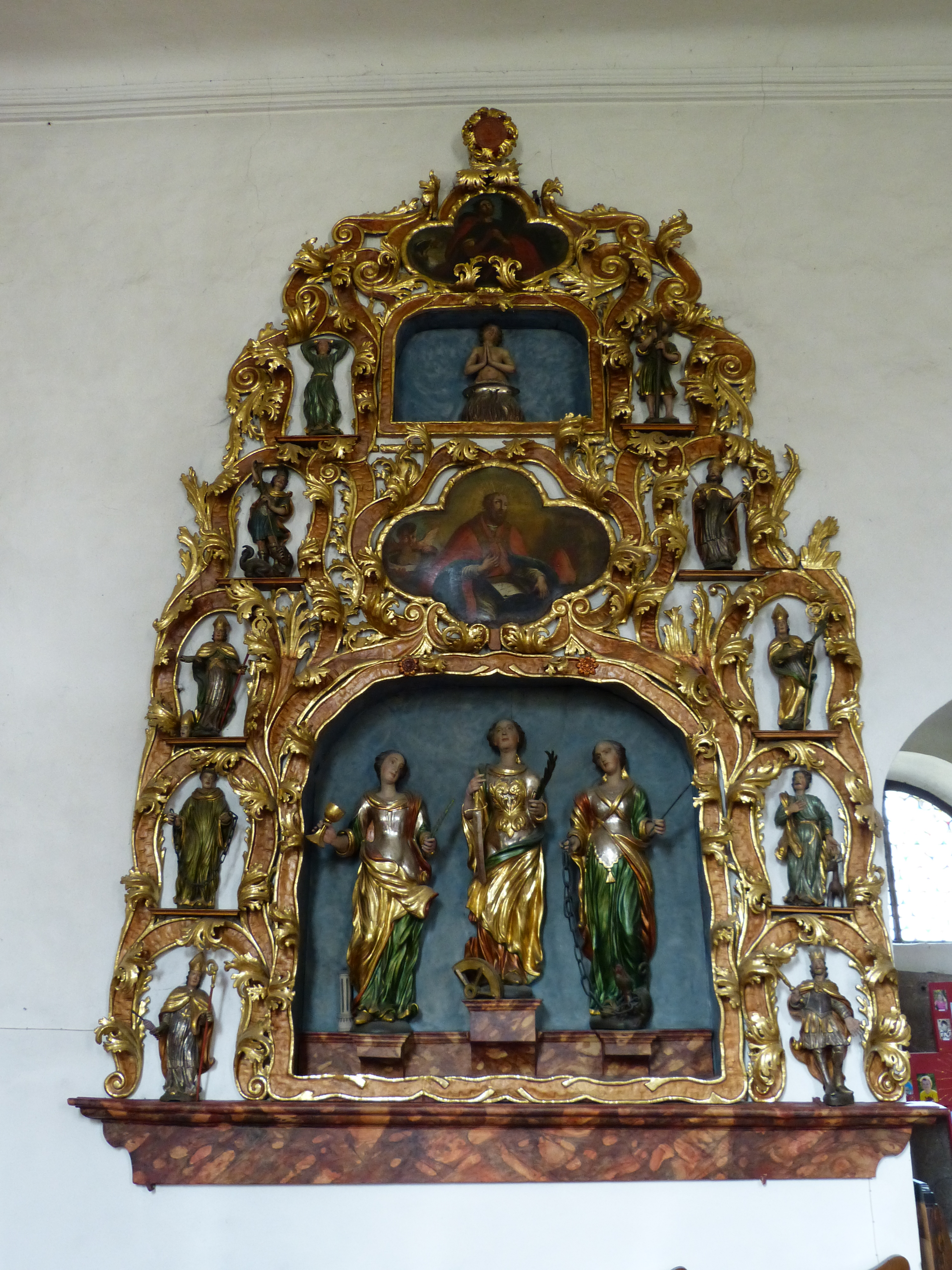
Nothelfer
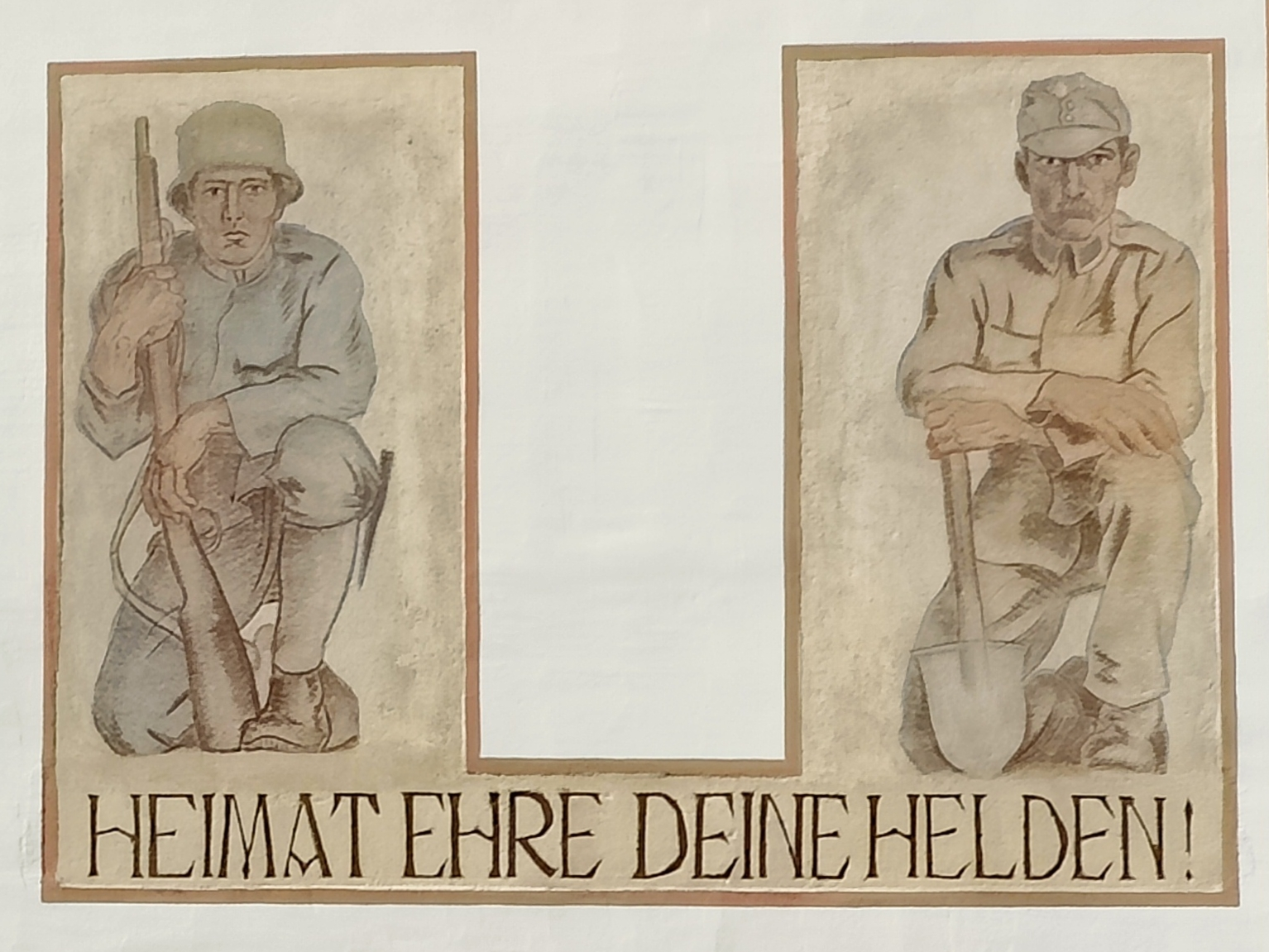
Helden